# Asesinato de Juan Crisóstomo Gómez
El asesinato de Juan Crisóstomo Gómez fue un magnicidio ocurrido en el Palacio de Miraflores de Caracas en 1923 al entonces vicepresidente de Venezuela y gobernador del Distrito Federal, quien era hermano del dictador Juan Vicente Gómez. Fue unos de los crímenes más controversiales de la historia del país y algunos autores lo consideran un caso no resuelto, o no del todo.

## Contexto histórico

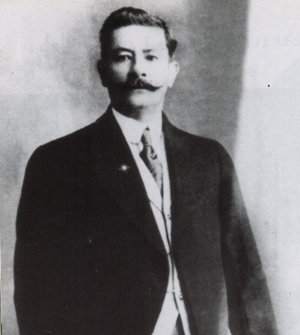
Juan Crisóstomo Gómez.

Juancho Gómez (como era conocido Juan Crisóstomo Gómez) era uno de los probables sucesores de Juan Vicente Gómez, quien para ese año se encontraba en una edad avanzada y con problemas de salud. Gómez había modificado la constitución para tener dos vicepresidentes: su hijo José Vicente Gómez Bello y su hermano Juan Crisóstomo Gómez.

## Historia
El 30 de junio de 1923, Juancho Gómez fue encontrado por una empleada del Palacio de Miraflores en su habitación, asesinado mediante 27 puñaladas. El presidente Juan Vicente Gómez ordenó la inmediata inhumación del cadáver.

### Versiones de los hechos

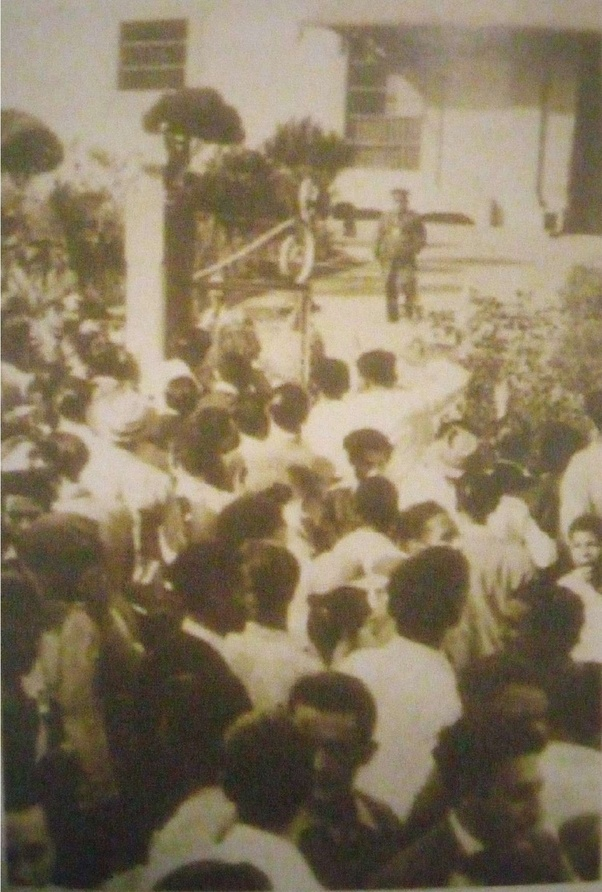
Multitud en Caracas enterados de la muerte de Juan Crisóstomo Gómez.

Según Simón Alberto Consalvi en su libro Juan Vicente Gómez, José Vicente Gómez Bello, hijo del dictador, y su madre, habrían sido los probables autores intelectuales. Lo cierto es que fueron enviados a un lujoso exilio cuando José Vicente fue nombrado agregado militar en Francia en 1928 y la doble vicepresidencia fue eliminada de la constitución.
Según una versión, Dionisia Bello, concubina de Juan Vicente Gómez, ambicionaba que Margarita Torres Bello, una de sus hijas, contrajera matrimonio con Santos Matute Gómez, otro integrante del clan de los Gómez, unión que les proporcionaría cercanía absoluta con el Benemérito y mayores ventajas para hacerse de la silla presidencial, pero no contaban con que Juancho torpedearía la posible boda hasta disolver aquellas pretensiones, rompimiento que provocó el suicidio de Margarita. Dionisia juró venganza por este hecho embriagada de rencor.
Existe una hipótesis de que Juan Crisóstomo Gómez, quien no estaba casado ni tenía hijos, tenía una relación homosexual con un cadete que había sido pareja del capitán Isidro Barrientos, lo que supuestamente habría sido aprovechado por miembros cercanos al clan Gómez para convencer a Barrientos de asesinarlo a cambio de un ascenso político, lo que, según esta versión, tendría elementos de un crimen pasional.

### Acusaciones y persecución política
Juan Vicente Gómez acusó a sus opositores políticos del hecho, realizando una purga política y arrestando ese año al escritor Job Pim y al caricaturista Leo, los directores del semanario humorístico Fantoches, que había sido fundado ese año y que ordenó cerrar después de dichas detenciones. Después de las investigaciones llevadas por el juez Horacio Chacón y el gobernador Acelio Hidalgo sobre el caso, se señaló como autor material del crimen a Isidro Barrientos.

### Condena y asesinato de los acusados
El juez Horacio Chacón les dictó sentencia a los señalados dándoles 20 años en la cárcel de La Rotunda, donde estuvieron un tiempo hasta que la policía gomecista, La Sagrada, los sacó de allí para drogarlos y torturarlos. Posteriormente fueron encontrados asesinados a balazos. Recién diez meses después, el 26 de abril de 1924, Juan Vicente Gómez informó al Congreso del asesinato de Juan Crisóstomo Gómez y de los nombres de los implicados, declarando que:
«...Todos los cuales (están implicados) se encuentran detenidos a la disposición de los Tribunales de Justicia, que harán caer sobre ellos y sobre sus instigadores y cómplices todo el peso de las leyes»
Gómez omitió el hecho de que los acusados ya estaban muertos. Job Pim, sin embargo, siguió preso dos años más.